# Balot (szkółkarstwo)
Balot – w szkółkarstwie opakowanie zawierające sadzonki przygotowane do przesyłki, zabezpieczające ich korzenie przed przesychaniem i uszkodzeniem. Dzięki balotom sadzenie sadzonek z bryłką możliwe jest przez cały okres wegetacyjny. Produkcja sadzonek z zakrytym systemem korzeniowym może być prowadzona w systemie jedno i wieloletnim, możliwe jest również wykorzystanie tuneli foliowych. Do balotów pakuje się przede wszystkim wielolatki – sadzonki kilkuletnie. Do przygotowywania balotów służą balotownice. Pojemniki na sadzonki wykonywane są z różnego rodzaju materiałów: plastiku, tworzywa celulozowo-torfowego, tektury, folii.
W Polsce najpopularniejsze są baloty Nisuli – duże pojemniki z folii.